# Ԏ
La Komi Tje (Ԏ ԏ; cursiva: Ԏ ԏ) es una letra del alfabeto molodtsov, una variante del cirílico. Se usó solo en la escritura del idioma komi en la década de 1920.

## Códigos informáticos
| Carácter      | Ԏ                                 | Ԏ                                 | ԏ                                 | ԏ                                 |
| ------------- | --------------------------------- | --------------------------------- | --------------------------------- | --------------------------------- |
| Unicode       | LETRA MAYÚSCULA CIRÍLICA KOMI TJE | LETRA MAYÚSCULA CIRÍLICA KOMI TJE | LETRA MINÚSCULA CIRÍLICA KOMI TJE | LETRA MINÚSCULA CIRÍLICA KOMI TJE |
| Codificación  | decimal                           | hex                               | decimal                           | hex                               |
| Unicode       | 1294                              | U+050E                            | 1295                              | U+050F                            |
| UTF-8         | 212 142                           | D4 8E                             | 212 143                           | D4 8F                             |
| Ref. numérica | &#1294;                           | &#x50E;                           | &#1295;                           | &#x50F;                           |